# Sirone
Sirone ist eine Gemeinde in der Provinz Lecco der italienischen Region Lombardei. 

## Geographie
Sie liegt etwa 35 km nordöstlich von Mailand und 11 km südwestlich von Lecco. Die Gemeinde hat eine Bevölkerung von 2348 Einwohnern (Stand 31. Dezember 2023). Im Jahr 1971 hatte die Gemeinde Sirone eine Fläche von 324 Hektar.
Sirone hat folgende Nachbargemeinden: Barzago, Dolzago, Garbagnate Monastero, Molteno, Oggiono.

## Geschichte
Im Jahr 1162 wurde in Cremella de omni districtu et onore tocius terre quam habet Sanctus Johannes de Modecia (Dom von Monza) investiert, mit der Befugnis zu distringere, d. h. zur Durchsetzung von Regeln und Urteilen und auch zur Rechtsprechung, wenn auch in Grenzen, die nicht in die hoheitliche Zuständigkeit eingriffen, und zur Erhebung von honores (Abgaben): Sirone wurde ebenfalls unter den Orten aufgeführt. In den Statuten für die Straßen und Gewässer des Herzogtums Mailand wurde er in der Gemeinde Oggiono als el loco de Sirono aufgeführt. Bei der Aufteilung der Herrschaft von Monte di Brianza (1456) wurde die Gemeinde Sirone in die Pieve von Oggiono eingegliedert. Im April 1468 versammelten sich die einzelnen Gemeinden der Pieve Oggiono, darunter auch Sirone, in der Nähe, um über die Reform des estimo von Monte di Brianza zu entscheiden. Im Grundbuch des Herzogtums Mailand von 1558 und den nachfolgenden Aktualisierungen bis zum 17. Jahrhundert wird Sirone unter den Gemeinden der Pfarrei Oggiono aufgeführt. In einem Prospekt aus dem Jahr 1572 (Terre Ducato di Milano, 1572), in dem alle Ländereien des Herzogtums Mailand und andere, die für den Verkauf freigegeben waren, aufgeführt waren, war auch Sirone enthalten. Zu Beginn des 18. Jahrhunderts war Sirone die einzige Gemeinde der Pieve Oggiono, die einen eigenen Prokurator hatte. Aus den Antworten, die im Jahr 1751 auf die 45 Anfragen der königlichen Volkszählungskommission gegeben wurden, geht hervor, dass die Gemeinde Sirone, die zur Pieve Oggiono gehörte - die bereits 1538 mit den Gemeinden der Pieven Garlate und Oggiono an Giovanni Agostino d’Adda belehnt worden war -, zu diesem Zeitpunkt nicht belehnt war, da sie am 18. September 1671 (gemäß dem vom Mailänder Notar Francesco Giorgio Ottolino erstellten Instromento) zurückgekauft worden war. Dort gab es weder königliche noch feudale Gerichtsbarkeit; sie unterstand der königlichen Gerichtsbarkeit des Hauptmanns der Justiz von Mailand.
Nach der vorübergehenden Vereinigung der lombardischen Provinzen mit dem Königreich Sardinien wurde die Gemeinde Sirone mit 1.177 Einwohnern, die von einem 15-köpfigen Gemeinderat und einem 2-köpfigen Stadtrat verwaltet wird, auf der Grundlage der durch das Gesetz vom 23. Oktober 1859 festgelegten territorialen Aufteilung in das Mandamento V von Oggiono, Bezirk I von Lecco, Provinz Como, eingegliedert. Bei der Gründung des Königreichs Italien im Jahr 1861 hatte die Gemeinde 1.221 Einwohner (Volkszählung 1861). Nach dem Gemeindegesetz von 1865 wurde die Gemeinde von einem Bürgermeister, einer Junta und einem Rat verwaltet. Im Jahr 1867 wurde die Gemeinde in denselben Bezirk, Kreis und dieselbe Provinz eingegliedert (Verwaltungsbezirk 1867). Im Jahr 1924 wurde die Gemeinde in den Bezirk Lecco der Provinz Como eingegliedert. Nach der Gemeindereform im Jahr 1926 wurde die Gemeinde von einem Podestà verwaltet. Nach der Gemeindereform von 1946 wurde die Gemeinde Sirone von einem Bürgermeister, einer Junta und einem Rat verwaltet. 

## Bevölkerungsentwicklung
| Bevölkerungsentwicklung | Bevölkerungsentwicklung | Bevölkerungsentwicklung | Bevölkerungsentwicklung | Bevölkerungsentwicklung | Bevölkerungsentwicklung | Bevölkerungsentwicklung | Bevölkerungsentwicklung | Bevölkerungsentwicklung | Bevölkerungsentwicklung | Bevölkerungsentwicklung | Bevölkerungsentwicklung | Bevölkerungsentwicklung | Bevölkerungsentwicklung |
| ----------------------- | ----------------------- | ----------------------- | ----------------------- | ----------------------- | ----------------------- | ----------------------- | ----------------------- | ----------------------- | ----------------------- | ----------------------- | ----------------------- | ----------------------- | ----------------------- |
| Jahr                    | 1861                    | 1871                    | 1881                    | 1911                    | 1931                    | 1951                    | 1961                    | 1971                    | 1981                    | 1991                    | 2001                    | 2011                    | 2022                    |
| Einwohner               | 1221                    | 1267                    | 1315                    | 1467                    | 1405                    | 1366                    | 1299                    | 1477                    | 1986                    | 2170                    | 2200                    | 2391                    | 2306                    |
| Quelle: ISTAT           |                         |                         |                         |                         |                         |                         |                         |                         |                         |                         |                         |                         |                         |

## Sehenswürdigkeiten
- Pfarrkirche von San Carlo.[2]
- Kirche San Benedetto (13. Jahrhundert), die bis 1704 als Pfarrkirche diente.[3]
- Kirche San Pietro (11. Jahrhundert).[4]
- Villa Arbusta.[5]
- Altes Kloster (19. Jahrhundert).[6]